# Diamant
 Denne artikel omhandler mineralet Diamant. Opslagsordet har også en anden betydning, se diamant (værktøj).
Diamant (græsk: adámās, genitiv adamantos, af et adjektiv med betydningen "uknuselig, ubrydelig", benyttet som metafor om noget uforanderligt, fx Hades)  er en form for kulstof opstået ved stort tryk. Diamant er det hårdeste af alle naturlige mineraler (10 på Mohs' hårdhedsskala), men da hårdheden ikke er lige stor i alle retninger, kan den slibes med diamantstøv.

## Klassificering
Som ædelsten har diamanten høj værdi og bruges til smykker. Diamanten vurderes ud fra det, der på engelsk kaldes de 4 C'er, nemlig:
- Carat: Karat. En karat er 0,20 gram, og målet stammer fra kernen i frugten fra johannesbrødtræet. I gamle dage anvendtes kernerne som vægtenhed for diamanter. De fleste diamanter er ret små (1 karat eller mindre), men i sjældne tilfælde kan man opleve endog meget store diamanter.
- Clarity: Klarhed. Næsten alle diamanter indeholder små partikler, som er kommet ind i diamanten, da den blev dannet. Jo færre urenheder, der er i en diamant, og jo mindre de er, jo højere er værdien. Det skyldes, at urenhederne dels kan begrænse den måde som diamanten kan slibes på, og dels, at urenhederne kan bryde lysgennemstrømningen, så den bliver "grå" og kedelig at se på. Der er ikke registreret urenheder i Pink Star, som blev fundet i 1999; men det tog to år at slibe den til fuldkommenhed. I 2017 blev den solgt for $ 71,2 millioner.[3]
- Colour: Farve. Diamanter findes i flere farver, men langt de fleste er svagt gullige eller brunlige. Helt klare diamanter er mere sjældne og derfor også mere kostbare. Fancy diamonds er diamanter med en helt speciel farve. Kun 0,02 % af diamanterne er blå. Det skyldes, at de dannes fire gange så dybt nede i jorden som de farveløse stene. Blåfarven skyldes rester af bor i diamanten.[4]
- Cut: Slibning: Det er slibningen, som bringer skønheden frem i diamanten. Den har derfor afgørende indflydelse på diamantens værdi.

## Tilblivelse
Diamanter dannes på store dyb, mindst 60 km nede, hvor kulstof presses sammen under et enormt tryk og høje temperaturer gennem millioner af år. Der er ingen tilgang på ilt, så eksisterende ilt skiller sig fra kulstoffet, der til sidst presses sammen til en diamant. Når diamanterne skal op til overfladen gennem jordskorpen, må det ske hurtigt, i løbet af dage eller timer. Hvis ikke, omdannes diamanterne til grafit - så blødt, at det smitter over på papir, når vi skriver med det i blyanter. At få diamanter op til jordoverfladen er kun muligt ved såkaldte kimberlit-eksplosioner gennem diatremer (kraterrør); vulkanske udbrud, hvor diamanterne skydes i vejret. Eksplosioner af den magmatiske bjergart kimberlit skaber søjler op gennem jordskorpen, hvor de folder sig ud som grene på et kolossalt træ. Vi ved ikke, hvorfor kimberlitlavaen trænger op gennem de tykkeste dele af jordskorpen.
Der hentes årligt omkring 26 tons diamanter op gennem minedrift. Sandsynligvis findes der endnu omkring en billiard tons dernede - men i 150–250 km dybde.

## Forekomster
Verdens største er Cullinan-diamanten, oprindelig på 621,35 g, fundet i Sydafrika i 1905 og senere spaltet i ni smykkesten. Men de fleste diamanter er små eller urene, og anvendes i industrien som skære- eller boremateriale.
Der er forekomster i Sydafrika og Congo, i Australien, Sibirien, Canada og Brasilien. I Arkhangelsk blev der i 2017 fundet en diamant på 36,3 gram - den største, der er fundet i Europa, og opkaldt efter ærkeenglen Mikael. På Norges side af grænsen skal en fransk ekspedition i 1800-tallet have fundet diamanter i grus langsmed Pasvikelven. I 1995 fandt guldvaskeren Robert Gulbrandsen den største diamant, som er fundet i Norge: Et korn på beskedne 3,5 mm på egnen ved Karasjok.
En brillant er en rundsleben diamant med et stort antal facetter.
I 1955 lykkedes det General Electric Company at fremstille syntetiske diamanter, og koncernens aktier steg på én dag med mere end 300 mill. dollars. Kunstige diamanter er svære at skelne fra ægte, men ved brug af spektrometer vil man kunne studere både urenheder og krystalstruktur. I kunstige diamanter er der spor efter grundstoffet bor, som benyttes ved fremstillingen.

## Kendte diamanter
- Koh-i-Noor
- Hope-diamanten
- Cullinan-diamanten